# Antonín Mores
Antonín Mores (24. května 1908 Skoronice u Kyjova – 1. února 1997 Olomouc) byl český lékař, pediatr a vysokoškolský pedagog. Založil olomoucké dětské oddělení a byl první přednosta dětské kliniky Fakultní nemocnice v Olomouci.

## Život
Vystudoval medicínu na Lékařské fakultě Masarykovy univerzity v Brně. Po praxi ve Zlíně a Uherském Hradišti nastoupil jako asistent na dětskou kliniku v Bratislavě. V roce 1939 se vrátil na Moravu a přijal místo v Zemských ústavech v Olomouci na nově zřízeném dětském oddělení (později Dětská klinika Fakultní nemocnice Olomouc), kde se stal primářem. Po válce se stal přednostou na vzniklé dětské klinice a vedl katedru dětského lékařství Lékařské fakulty Univerzity Palackého. Byl velkou morální autoritou. Za války podporoval pronásledované rodiny a na oddělení ukrýval židovské děti. Po válce naopak pomáhal německým dětem, které byly ohroženy odsunem.
Ani jeho vynikající pedagogické schopnosti mu nepomohly – v roce 1959 byl z politických důvodů vyhozen z Lékařské fakulty Univerzity Palackého. Komunisté ho ponechali v olomouckém kojeneckém ústavu, kde zůstal ředitelem až do odchodu do penze. Rehabilitace se dočkal až v roce 1990, kdy mu byl konečně udělen profesorský titul.

## Ocenění
- V roce 1988 obdržel zlatou medaili Komenského univerzity v Bratislavě[2]
- V roce 1996 byl oceněn Pamětní medailí Univerzity Palackého v Olomouci.[1]
- V roce 2000 mu byla in memoriam udělena Cena města Olomouce v oblasti lékařství.[3]
- Jeho jméno dnes nese posluchárna, která je součástí Dětské kliniky Fakultní nemocnice Olomouc.[1]